# 感覚遮断
感覚遮断（かんかくしゃだん、英語: sensory deprivation）は、視覚、聴覚、嗅覚、味覚、触覚などの人間の感覚に対する刺激を、極力減少させることである。狭義には感覚刺激が遮断された状態であり、広義には刺激が減少した状態ないし、刺激が単調など刺激が意味をもたない状態である。否定的な印象のある感覚遮断の語の替わりに、環境刺激制限技法（かんきょうしげきせいげんぎほう、Restricted Environmental Stimulation Technique/Therapy:REST）の語も作られている。
朝鮮戦争（1950年-1953）の後、中国軍によるアメリカ兵への洗脳（brain washing）による思想改革教育を発端として研究が開始された。カナダ・マギル大学のヘッブらが1953年に最初の論文を出し、1960年代にかけて研究が盛んに行われた。多くの研究を平均して、約40％が幻覚を体験し、人々に強い印象を与えた。
後に完全な感覚遮断を行うためにジョン・C・リリーが実験装置（アイソレーション・タンク）を考案した。しかしそうした幻覚は、病理的な幻覚とは全く異なり、健康な反応であるとされていった。日本では次第にその幻覚が、神秘主義や、座禅や神秘家の砂漠や洞窟での修行、修験道の修行中の変性意識状態の観点からも考察された。1980年には、ピーター・スードフェルドが治療的な応用に関する研究成果を展望した著作を出し、その後は心理療法としても研究されている。

## 定義
感覚遮断（sensory deprivation）は、狭義には感覚刺激が遮断された状態であり、広義には刺激が減少した状態ないし、刺激が単調など刺激が意味をもたない状態である。感覚（sensory）とは、視覚、聴覚、嗅覚、味覚、触覚などの人間の感覚能力であり、遮断（deprivation）とは取り去るという意味であるが、完全に取り除くことは不可能であり、実験としては外界からの刺激を極力減少させる。
1962年に大熊輝雄は以下のように分類している。
感覚遮断（sensory isolation）
狭義の感覚遮断であり、刺激の物理的絶対量を減少した状態で、水槽に漬け視覚、聴覚、触覚、深部感覚をできるだけ減少させるといった方法であり、ジョン・C・リリーやCamberariの実験がそうである。
知覚遮断（perceptual isolation）
意味のある刺激が減少した状態であって、たとえば半透明のメガネで形や色など正常な知覚が遮断された状態。初の研究を行ったマギル大学のヘッブにおけるものである。
強制的構造化あるいは単調化
刺激の変化が乏しく単調であり、たとえば天井だけをみつめ、単調なモーター音だけがするというような。飛行機のパイロットが変化に乏しい飛行状態で精神に異常をきたしたりするのがその例である。
ピーター・スードフェルドは1980年の著書で、感覚遮断の語の替わりに、環境刺激制限技法（Restricted Environmental Stimulation Technique）の語を提唱した。技法（Technique）を療法（Therapy）としてもよくその頭文字のRESTは、休息・安息の意味があり適切な名称だと論じた。アーネスト・ヒルガードは、1993年にこうした遮断（isolation）について2種類の方法に分類している。
チャンバー（Chamber）方式 / Chamber REST。
1953～54年のマギル大学のヘッブの方法であり、防音の部屋に2～3日入れ、ゴーグルをかけベッドに入る。1980年代の現行の方法では最大24時間であり、不安を生じさせるための小道具などは除去されている。
フローテーション（Floatation）方式 / Floatation REST。
アメリカ国立精神衛生研究所（NIMH）のジョン・C・リリーの方法であり、体温に近い塩水に浮かぶための装置であるアイソレーション・タンクに、数時間入る。そこは真っ暗で防音である。彼の報告の出版はヘッブより少し遅い1956年である。

## 歴史
感覚遮断の研究は1950～60年代に盛んに行われ、1969年の『感覚遮断-十五年間の研究』（Sensory Deprivation-Fifteen Years of Research）には、1300の参考文献が挙げられていたが、その後は比較的関心が弱まる。
研究の開始は、朝鮮戦争（1950年-1953）の後、朝鮮にて中国軍の捕虜となったアメリカ兵が共産主義者へと思想改革教育を受けた際の、その洗脳（brain washing）が研究対象となった。1週間ほど独房に監禁され食事だけが運ばれる状態において、多くはいろいろな幻覚を経験し、その後、独房から出され思想教育を受けた。
これに加え感覚遮断は、多岐の領域から関心を経ていた。探検家あるいは飛行機のパイロットへの関心、宇宙飛行士や軍事的な要請、また発達の分野や、神経生理学、行動主義の動機づけ理論など。
カナダのマギル大学のヘッブ（H.O.Hebb）らは、感覚遮断の実験を行い、1953年に最初の論文を出した。覚醒の状態、感情の反応、態度、思考など多くには阻害的な反応が見られ、予期しなかった現象として、単純な幻覚を含めると全員に幻覚が生じ、幾何学図形から複雑にはリスの一群が見えるといったものまでであった。こうした結果が人々に強い印象を与えた。
ユタ大学でのブリス（E.L.Bliss）による研究では20人の被験者に対して、35度程度の湯に寝かせカバーをかけて隔離したが、うち9人はあざやかな幻覚を体験し、たとえば宗教画がマリア像に変わっていくというものであった。オクラホマ大学でのシュアリー（J.T.Shurley）による研究では、11人の被験者を水の入ったタンクに潜水マスクをつけ潜らせたが、タンクの実験室を覗いている幽体離脱体験など様々な幻覚が体験されたが、すべての被験者がもう一度タンクに入ってもよいと述べ、数人はぜひ入りたいと希望していた。
1960年代には上述したズベクによる『感覚遮断-十五年間の研究』のほか、いくつかのレビュー論文も日本あるいは国外に見られるが、1970年代は研究の停滞期となった。1972年には東京にて第20回国際心理学会議の「感覚遮断に関するシンポジウム」が開催されたが、研究の活性化が話題ともなった。
日本では次第に神秘主義の観点からも考察された。1965年にはインド哲学書ウパニシャッドや新プラトン主義のプロティノスにおける神秘体験と現象的にはまったく一致していると述べている研究も存在する。1976年には、原始宗教における深い闇と静寂、禅師やキリスト教の聖者におけるような、神秘家の砂漠や洞窟での修行とから類似性を指摘している。また1970年代の、東北大学における感覚遮断研究では、感覚遮断の体験と、修験道の修行中の変性意識状態との関連を指摘している。
カナダのブリティッシュコロンビア大学のピーター・スードフェルドは肥満や、喫煙習慣、恐怖症の治療など治療的に応用し、その研究成果をまとめ1980年に著作を出版する。彼は自身が怯えてしまったチャンバー方式の研究ではなく、リリーによるタンクの方式に着目するようになり、客観的な実験が行われるよう対照群を用意して研究してきた。スードフェルドが述べるには、初期の研究は、刺激を制限するそのものではなくて、他の手順によって被験者を不安にさせて否定的な影響を与えてしまっていた、ということである。
その後、心理療法としての研究が行われている。
1990年代には、ジョン・リリーの考案したアイソレーション・タンクを用いた、日本での心理療法の研究では、他の瞑想療法などでも見られるような自己イメージの統合、親しい人と嫌いな人の主観的距離が縮まる、全体的な印象として自己・他者の関係におけるポジティブな変化が見られたとしている。

## 幻覚の出現
多くの研究を平均して、およそ40％が、広い意味で何かを見たことを報告するが、実験手法にもよりジョン・リリーのような水槽方式では頻度が上がるとされる。
その原因としてソロモンとロッシは1965年に2つの仮説を説明した。
- 覚醒水準が低下し、夢などと、覚醒時の体験を混同している。
- 遮断の際の原始的な恐怖感が投影され、幻覚として体験される。

しかし、後に病理的な幻覚とは全く異なり、健康な反応であるとされた。歴史節に示したように、神秘主義や宗教的修行時の体験との関連も指摘されてきた。
また1990年代には脳機能イメージングが登場し、特にfMRIの登場によって研究が進展している。ババク・ボルージュルディによる研究は、視覚が遮断されると数分のうちに視覚野が興奮することを報告し、またヴォルフ・ジンガーらの研究は、視覚芸術家に対して行い、幻覚の出現と同時に、後頭葉と下部側頭葉の視覚系が活性化し、前頭前皮質の反応をfMRIが示したことによって、心象と幻覚は根本的に異なることが結論された。

## 生理学的影響
マギル大学での実験では、脳波が遅いアルファ波に傾いてくることが報告され、別の実験ではさらに遅いシータ波やデルタ波が出現すると報告された。座禅やヨガの際に生じる脳波と類似していることから注目された。

## 心理療法としての利用
感覚遮断はリラクゼーションや瞑想の手助けとなり、心理療法としても用いられている。